# Aplogruppo R1b (Y-DNA)

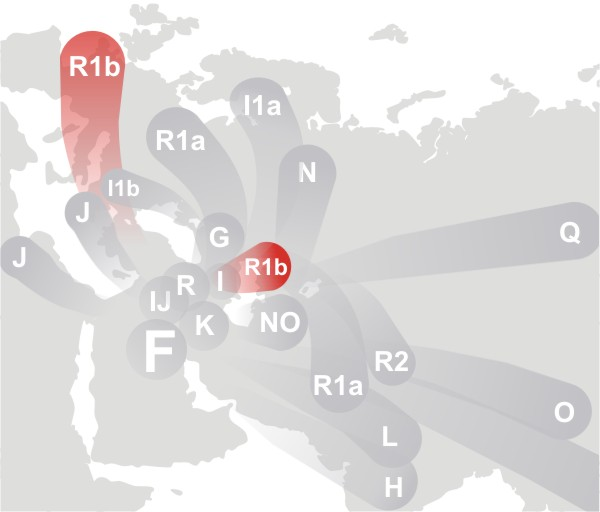
Attuali punti di presunta origine e probabile diffusione dell'aplotipo R1b.

L'aplogruppo R1b (M343), precedentemente noto come Hg1 o Eu18, è il più frequente aplogruppo del cromosoma Y attualmente presente in Europa occidentale. E' un sotto clado dell'aplogruppo del cromosoma Y R, dal quale si origina anche l' aplogruppo del cromosoma Y R1a, maggiormente presente in Europa orientale e Scandinavia.

## Descrizione
L'aplogruppo R1b è comune tra le odierni popolazioni dell'Europa occidentale, ma è presente, seppur con minor frequenza, anche in Europa orientale, Asia occidentale e Asia centrale, e in Africa settentrionale e meridionale. In conseguenza dell'emigrazione europea, è molto frequente anche nelle Americhe e in Australia.
R1b, definito sulla base del SNP M343 (variante genetica M343), ha due rami principali: R1b1-L754 e R1b2-PH155. 
R1b1-L754 ha due sottocladi principali: R1b1a1b-M269, predominante nell'Europa occidentale, e R1b1a2-V88, oggi comune in alcune parti dell'Africa centrale.

## Origine e dispersione
L'età di R1 è stata stimata risalente a 18 500 anni fa (comunque entro un periodo compreso tra 25.700 e 12.500 anni fa), e si ritiene che molto probabilmente si sia originato in Asia occidentale .
| V1636       | R-V1636 (R1b1a2) raro, bma è stato trovato in Cina |
|             | R-V1636 (R1b1a2) raro, bma è stato trovato in Cina |
| P297/PF6398 | \| M73 \| Sottocladi di R-M73 (R1b1a1a) sono rari in generale, con la maggior parte dei casi osservati nel Caucaso, Siberia, Asia centrale e Mongolia. \| \| \| Sottocladi di R-M73 (R1b1a1a) sono rari in generale, con la maggior parte dei casi osservati nel Caucaso, Siberia, Asia centrale e Mongolia. \| \| M269/PF6517 \| In precedenza R1b1a1a2) sono ormai estremamente comuni in tutta l'Europa occidentale, ma si trovano anche a livelli più bassi in molte altre parti dell'Eurasia occidentale e del Mediterraneo. \| \| \| In precedenza R1b1a1a2) sono ormai estremamente comuni in tutta l'Europa occidentale, ma si trovano anche a livelli più bassi in molte altre parti dell'Eurasia occidentale e del Mediterraneo. \| |
|             | \| M73 \| Sottocladi di R-M73 (R1b1a1a) sono rari in generale, con la maggior parte dei casi osservati nel Caucaso, Siberia, Asia centrale e Mongolia. \| \| \| Sottocladi di R-M73 (R1b1a1a) sono rari in generale, con la maggior parte dei casi osservati nel Caucaso, Siberia, Asia centrale e Mongolia. \| \| M269/PF6517 \| In precedenza R1b1a1a2) sono ormai estremamente comuni in tutta l'Europa occidentale, ma si trovano anche a livelli più bassi in molte altre parti dell'Eurasia occidentale e del Mediterraneo. \| \| \| In precedenza R1b1a1a2) sono ormai estremamente comuni in tutta l'Europa occidentale, ma si trovano anche a livelli più bassi in molte altre parti dell'Eurasia occidentale e del Mediterraneo. \| |
| M73         | Sottocladi di R-M73 (R1b1a1a) sono rari in generale, con la maggior parte dei casi osservati nel Caucaso, Siberia, Asia centrale e Mongolia. |
|             | Sottocladi di R-M73 (R1b1a1a) sono rari in generale, con la maggior parte dei casi osservati nel Caucaso, Siberia, Asia centrale e Mongolia. |
| M269/PF6517 | In precedenza R1b1a1a2) sono ormai estremamente comuni in tutta l'Europa occidentale, ma si trovano anche a livelli più bassi in molte altre parti dell'Eurasia occidentale e del Mediterraneo. |
|             | In precedenza R1b1a1a2) sono ormai estremamente comuni in tutta l'Europa occidentale, ma si trovano anche a livelli più bassi in molte altre parti dell'Eurasia occidentale e del Mediterraneo. |

| M73         | Sottocladi di R-M73 (R1b1a1a) sono rari in generale, con la maggior parte dei casi osservati nel Caucaso, Siberia, Asia centrale e Mongolia.                                                    |
|             | Sottocladi di R-M73 (R1b1a1a) sono rari in generale, con la maggior parte dei casi osservati nel Caucaso, Siberia, Asia centrale e Mongolia.                                                    |
| M269/PF6517 | In precedenza R1b1a1a2) sono ormai estremamente comuni in tutta l'Europa occidentale, ma si trovano anche a livelli più bassi in molte altre parti dell'Eurasia occidentale e del Mediterraneo. |
|             | In precedenza R1b1a1a2) sono ormai estremamente comuni in tutta l'Europa occidentale, ma si trovano anche a livelli più bassi in molte altre parti dell'Eurasia occidentale e del Mediterraneo. |

| V1636       | R-V1636 (R1b1a2) raro, bma è stato trovato in Cina |
|             | R-V1636 (R1b1a2) raro, bma è stato trovato in Cina |
| P297/PF6398 | \| M73 \| Sottocladi di R-M73 (R1b1a1a) sono rari in generale, con la maggior parte dei casi osservati nel Caucaso, Siberia, Asia centrale e Mongolia. \| \| \| Sottocladi di R-M73 (R1b1a1a) sono rari in generale, con la maggior parte dei casi osservati nel Caucaso, Siberia, Asia centrale e Mongolia. \| \| M269/PF6517 \| In precedenza R1b1a1a2) sono ormai estremamente comuni in tutta l'Europa occidentale, ma si trovano anche a livelli più bassi in molte altre parti dell'Eurasia occidentale e del Mediterraneo. \| \| \| In precedenza R1b1a1a2) sono ormai estremamente comuni in tutta l'Europa occidentale, ma si trovano anche a livelli più bassi in molte altre parti dell'Eurasia occidentale e del Mediterraneo. \| |
|             | \| M73 \| Sottocladi di R-M73 (R1b1a1a) sono rari in generale, con la maggior parte dei casi osservati nel Caucaso, Siberia, Asia centrale e Mongolia. \| \| \| Sottocladi di R-M73 (R1b1a1a) sono rari in generale, con la maggior parte dei casi osservati nel Caucaso, Siberia, Asia centrale e Mongolia. \| \| M269/PF6517 \| In precedenza R1b1a1a2) sono ormai estremamente comuni in tutta l'Europa occidentale, ma si trovano anche a livelli più bassi in molte altre parti dell'Eurasia occidentale e del Mediterraneo. \| \| \| In precedenza R1b1a1a2) sono ormai estremamente comuni in tutta l'Europa occidentale, ma si trovano anche a livelli più bassi in molte altre parti dell'Eurasia occidentale e del Mediterraneo. \| |
| M73         | Sottocladi di R-M73 (R1b1a1a) sono rari in generale, con la maggior parte dei casi osservati nel Caucaso, Siberia, Asia centrale e Mongolia. |
|             | Sottocladi di R-M73 (R1b1a1a) sono rari in generale, con la maggior parte dei casi osservati nel Caucaso, Siberia, Asia centrale e Mongolia. |
| M269/PF6517 | In precedenza R1b1a1a2) sono ormai estremamente comuni in tutta l'Europa occidentale, ma si trovano anche a livelli più bassi in molte altre parti dell'Eurasia occidentale e del Mediterraneo. |
|             | In precedenza R1b1a1a2) sono ormai estremamente comuni in tutta l'Europa occidentale, ma si trovano anche a livelli più bassi in molte altre parti dell'Eurasia occidentale e del Mediterraneo. |

| M73         | Sottocladi di R-M73 (R1b1a1a) sono rari in generale, con la maggior parte dei casi osservati nel Caucaso, Siberia, Asia centrale e Mongolia.                                                    |
|             | Sottocladi di R-M73 (R1b1a1a) sono rari in generale, con la maggior parte dei casi osservati nel Caucaso, Siberia, Asia centrale e Mongolia.                                                    |
| M269/PF6517 | In precedenza R1b1a1a2) sono ormai estremamente comuni in tutta l'Europa occidentale, ma si trovano anche a livelli più bassi in molte altre parti dell'Eurasia occidentale e del Mediterraneo. |
|             | In precedenza R1b1a1a2) sono ormai estremamente comuni in tutta l'Europa occidentale, ma si trovano anche a livelli più bassi in molte altre parti dell'Eurasia occidentale e del Mediterraneo. |

| V1636       | R-V1636 (R1b1a2) raro, bma è stato trovato in Cina |
|             | R-V1636 (R1b1a2) raro, bma è stato trovato in Cina |
| P297/PF6398 | \| M73 \| Sottocladi di R-M73 (R1b1a1a) sono rari in generale, con la maggior parte dei casi osservati nel Caucaso, Siberia, Asia centrale e Mongolia. \| \| \| Sottocladi di R-M73 (R1b1a1a) sono rari in generale, con la maggior parte dei casi osservati nel Caucaso, Siberia, Asia centrale e Mongolia. \| \| M269/PF6517 \| In precedenza R1b1a1a2) sono ormai estremamente comuni in tutta l'Europa occidentale, ma si trovano anche a livelli più bassi in molte altre parti dell'Eurasia occidentale e del Mediterraneo. \| \| \| In precedenza R1b1a1a2) sono ormai estremamente comuni in tutta l'Europa occidentale, ma si trovano anche a livelli più bassi in molte altre parti dell'Eurasia occidentale e del Mediterraneo. \| |
|             | \| M73 \| Sottocladi di R-M73 (R1b1a1a) sono rari in generale, con la maggior parte dei casi osservati nel Caucaso, Siberia, Asia centrale e Mongolia. \| \| \| Sottocladi di R-M73 (R1b1a1a) sono rari in generale, con la maggior parte dei casi osservati nel Caucaso, Siberia, Asia centrale e Mongolia. \| \| M269/PF6517 \| In precedenza R1b1a1a2) sono ormai estremamente comuni in tutta l'Europa occidentale, ma si trovano anche a livelli più bassi in molte altre parti dell'Eurasia occidentale e del Mediterraneo. \| \| \| In precedenza R1b1a1a2) sono ormai estremamente comuni in tutta l'Europa occidentale, ma si trovano anche a livelli più bassi in molte altre parti dell'Eurasia occidentale e del Mediterraneo. \| |
| M73         | Sottocladi di R-M73 (R1b1a1a) sono rari in generale, con la maggior parte dei casi osservati nel Caucaso, Siberia, Asia centrale e Mongolia. |
|             | Sottocladi di R-M73 (R1b1a1a) sono rari in generale, con la maggior parte dei casi osservati nel Caucaso, Siberia, Asia centrale e Mongolia. |
| M269/PF6517 | In precedenza R1b1a1a2) sono ormai estremamente comuni in tutta l'Europa occidentale, ma si trovano anche a livelli più bassi in molte altre parti dell'Eurasia occidentale e del Mediterraneo. |
|             | In precedenza R1b1a1a2) sono ormai estremamente comuni in tutta l'Europa occidentale, ma si trovano anche a livelli più bassi in molte altre parti dell'Eurasia occidentale e del Mediterraneo. |

| M73         | Sottocladi di R-M73 (R1b1a1a) sono rari in generale, con la maggior parte dei casi osservati nel Caucaso, Siberia, Asia centrale e Mongolia.                                                    |
|             | Sottocladi di R-M73 (R1b1a1a) sono rari in generale, con la maggior parte dei casi osservati nel Caucaso, Siberia, Asia centrale e Mongolia.                                                    |
| M269/PF6517 | In precedenza R1b1a1a2) sono ormai estremamente comuni in tutta l'Europa occidentale, ma si trovano anche a livelli più bassi in molte altre parti dell'Eurasia occidentale e del Mediterraneo. |
|             | In precedenza R1b1a1a2) sono ormai estremamente comuni in tutta l'Europa occidentale, ma si trovano anche a livelli più bassi in molte altre parti dell'Eurasia occidentale e del Mediterraneo. |

| V1636       | R-V1636 (R1b1a2) raro, bma è stato trovato in Cina |
|             | R-V1636 (R1b1a2) raro, bma è stato trovato in Cina |
| P297/PF6398 | \| M73 \| Sottocladi di R-M73 (R1b1a1a) sono rari in generale, con la maggior parte dei casi osservati nel Caucaso, Siberia, Asia centrale e Mongolia. \| \| \| Sottocladi di R-M73 (R1b1a1a) sono rari in generale, con la maggior parte dei casi osservati nel Caucaso, Siberia, Asia centrale e Mongolia. \| \| M269/PF6517 \| In precedenza R1b1a1a2) sono ormai estremamente comuni in tutta l'Europa occidentale, ma si trovano anche a livelli più bassi in molte altre parti dell'Eurasia occidentale e del Mediterraneo. \| \| \| In precedenza R1b1a1a2) sono ormai estremamente comuni in tutta l'Europa occidentale, ma si trovano anche a livelli più bassi in molte altre parti dell'Eurasia occidentale e del Mediterraneo. \| |
|             | \| M73 \| Sottocladi di R-M73 (R1b1a1a) sono rari in generale, con la maggior parte dei casi osservati nel Caucaso, Siberia, Asia centrale e Mongolia. \| \| \| Sottocladi di R-M73 (R1b1a1a) sono rari in generale, con la maggior parte dei casi osservati nel Caucaso, Siberia, Asia centrale e Mongolia. \| \| M269/PF6517 \| In precedenza R1b1a1a2) sono ormai estremamente comuni in tutta l'Europa occidentale, ma si trovano anche a livelli più bassi in molte altre parti dell'Eurasia occidentale e del Mediterraneo. \| \| \| In precedenza R1b1a1a2) sono ormai estremamente comuni in tutta l'Europa occidentale, ma si trovano anche a livelli più bassi in molte altre parti dell'Eurasia occidentale e del Mediterraneo. \| |
| M73         | Sottocladi di R-M73 (R1b1a1a) sono rari in generale, con la maggior parte dei casi osservati nel Caucaso, Siberia, Asia centrale e Mongolia. |
|             | Sottocladi di R-M73 (R1b1a1a) sono rari in generale, con la maggior parte dei casi osservati nel Caucaso, Siberia, Asia centrale e Mongolia. |
| M269/PF6517 | In precedenza R1b1a1a2) sono ormai estremamente comuni in tutta l'Europa occidentale, ma si trovano anche a livelli più bassi in molte altre parti dell'Eurasia occidentale e del Mediterraneo. |
|             | In precedenza R1b1a1a2) sono ormai estremamente comuni in tutta l'Europa occidentale, ma si trovano anche a livelli più bassi in molte altre parti dell'Eurasia occidentale e del Mediterraneo. |

| M73         | Sottocladi di R-M73 (R1b1a1a) sono rari in generale, con la maggior parte dei casi osservati nel Caucaso, Siberia, Asia centrale e Mongolia.                                                    |
|             | Sottocladi di R-M73 (R1b1a1a) sono rari in generale, con la maggior parte dei casi osservati nel Caucaso, Siberia, Asia centrale e Mongolia.                                                    |
| M269/PF6517 | In precedenza R1b1a1a2) sono ormai estremamente comuni in tutta l'Europa occidentale, ma si trovano anche a livelli più bassi in molte altre parti dell'Eurasia occidentale e del Mediterraneo. |
|             | In precedenza R1b1a1a2) sono ormai estremamente comuni in tutta l'Europa occidentale, ma si trovano anche a livelli più bassi in molte altre parti dell'Eurasia occidentale e del Mediterraneo. |

| V1636       | R-V1636 (R1b1a2) raro, bma è stato trovato in Cina |
|             | R-V1636 (R1b1a2) raro, bma è stato trovato in Cina |
| P297/PF6398 | \| M73 \| Sottocladi di R-M73 (R1b1a1a) sono rari in generale, con la maggior parte dei casi osservati nel Caucaso, Siberia, Asia centrale e Mongolia. \| \| \| Sottocladi di R-M73 (R1b1a1a) sono rari in generale, con la maggior parte dei casi osservati nel Caucaso, Siberia, Asia centrale e Mongolia. \| \| M269/PF6517 \| In precedenza R1b1a1a2) sono ormai estremamente comuni in tutta l'Europa occidentale, ma si trovano anche a livelli più bassi in molte altre parti dell'Eurasia occidentale e del Mediterraneo. \| \| \| In precedenza R1b1a1a2) sono ormai estremamente comuni in tutta l'Europa occidentale, ma si trovano anche a livelli più bassi in molte altre parti dell'Eurasia occidentale e del Mediterraneo. \| |
|             | \| M73 \| Sottocladi di R-M73 (R1b1a1a) sono rari in generale, con la maggior parte dei casi osservati nel Caucaso, Siberia, Asia centrale e Mongolia. \| \| \| Sottocladi di R-M73 (R1b1a1a) sono rari in generale, con la maggior parte dei casi osservati nel Caucaso, Siberia, Asia centrale e Mongolia. \| \| M269/PF6517 \| In precedenza R1b1a1a2) sono ormai estremamente comuni in tutta l'Europa occidentale, ma si trovano anche a livelli più bassi in molte altre parti dell'Eurasia occidentale e del Mediterraneo. \| \| \| In precedenza R1b1a1a2) sono ormai estremamente comuni in tutta l'Europa occidentale, ma si trovano anche a livelli più bassi in molte altre parti dell'Eurasia occidentale e del Mediterraneo. \| |
| M73         | Sottocladi di R-M73 (R1b1a1a) sono rari in generale, con la maggior parte dei casi osservati nel Caucaso, Siberia, Asia centrale e Mongolia. |
|             | Sottocladi di R-M73 (R1b1a1a) sono rari in generale, con la maggior parte dei casi osservati nel Caucaso, Siberia, Asia centrale e Mongolia. |
| M269/PF6517 | In precedenza R1b1a1a2) sono ormai estremamente comuni in tutta l'Europa occidentale, ma si trovano anche a livelli più bassi in molte altre parti dell'Eurasia occidentale e del Mediterraneo. |
|             | In precedenza R1b1a1a2) sono ormai estremamente comuni in tutta l'Europa occidentale, ma si trovano anche a livelli più bassi in molte altre parti dell'Eurasia occidentale e del Mediterraneo. |

| M73         | Sottocladi di R-M73 (R1b1a1a) sono rari in generale, con la maggior parte dei casi osservati nel Caucaso, Siberia, Asia centrale e Mongolia.                                                    |
|             | Sottocladi di R-M73 (R1b1a1a) sono rari in generale, con la maggior parte dei casi osservati nel Caucaso, Siberia, Asia centrale e Mongolia.                                                    |
| M269/PF6517 | In precedenza R1b1a1a2) sono ormai estremamente comuni in tutta l'Europa occidentale, ma si trovano anche a livelli più bassi in molte altre parti dell'Eurasia occidentale e del Mediterraneo. |
|             | In precedenza R1b1a1a2) sono ormai estremamente comuni in tutta l'Europa occidentale, ma si trovano anche a livelli più bassi in molte altre parti dell'Eurasia occidentale e del Mediterraneo. |

| V1636       | R-V1636 (R1b1a2) raro, bma è stato trovato in Cina |
|             | R-V1636 (R1b1a2) raro, bma è stato trovato in Cina |
| P297/PF6398 | \| M73 \| Sottocladi di R-M73 (R1b1a1a) sono rari in generale, con la maggior parte dei casi osservati nel Caucaso, Siberia, Asia centrale e Mongolia. \| \| \| Sottocladi di R-M73 (R1b1a1a) sono rari in generale, con la maggior parte dei casi osservati nel Caucaso, Siberia, Asia centrale e Mongolia. \| \| M269/PF6517 \| In precedenza R1b1a1a2) sono ormai estremamente comuni in tutta l'Europa occidentale, ma si trovano anche a livelli più bassi in molte altre parti dell'Eurasia occidentale e del Mediterraneo. \| \| \| In precedenza R1b1a1a2) sono ormai estremamente comuni in tutta l'Europa occidentale, ma si trovano anche a livelli più bassi in molte altre parti dell'Eurasia occidentale e del Mediterraneo. \| |
|             | \| M73 \| Sottocladi di R-M73 (R1b1a1a) sono rari in generale, con la maggior parte dei casi osservati nel Caucaso, Siberia, Asia centrale e Mongolia. \| \| \| Sottocladi di R-M73 (R1b1a1a) sono rari in generale, con la maggior parte dei casi osservati nel Caucaso, Siberia, Asia centrale e Mongolia. \| \| M269/PF6517 \| In precedenza R1b1a1a2) sono ormai estremamente comuni in tutta l'Europa occidentale, ma si trovano anche a livelli più bassi in molte altre parti dell'Eurasia occidentale e del Mediterraneo. \| \| \| In precedenza R1b1a1a2) sono ormai estremamente comuni in tutta l'Europa occidentale, ma si trovano anche a livelli più bassi in molte altre parti dell'Eurasia occidentale e del Mediterraneo. \| |
| M73         | Sottocladi di R-M73 (R1b1a1a) sono rari in generale, con la maggior parte dei casi osservati nel Caucaso, Siberia, Asia centrale e Mongolia. |
|             | Sottocladi di R-M73 (R1b1a1a) sono rari in generale, con la maggior parte dei casi osservati nel Caucaso, Siberia, Asia centrale e Mongolia. |
| M269/PF6517 | In precedenza R1b1a1a2) sono ormai estremamente comuni in tutta l'Europa occidentale, ma si trovano anche a livelli più bassi in molte altre parti dell'Eurasia occidentale e del Mediterraneo. |
|             | In precedenza R1b1a1a2) sono ormai estremamente comuni in tutta l'Europa occidentale, ma si trovano anche a livelli più bassi in molte altre parti dell'Eurasia occidentale e del Mediterraneo. |

| M73         | Sottocladi di R-M73 (R1b1a1a) sono rari in generale, con la maggior parte dei casi osservati nel Caucaso, Siberia, Asia centrale e Mongolia.                                                    |
|             | Sottocladi di R-M73 (R1b1a1a) sono rari in generale, con la maggior parte dei casi osservati nel Caucaso, Siberia, Asia centrale e Mongolia.                                                    |
| M269/PF6517 | In precedenza R1b1a1a2) sono ormai estremamente comuni in tutta l'Europa occidentale, ma si trovano anche a livelli più bassi in molte altre parti dell'Eurasia occidentale e del Mediterraneo. |
|             | In precedenza R1b1a1a2) sono ormai estremamente comuni in tutta l'Europa occidentale, ma si trovano anche a livelli più bassi in molte altre parti dell'Eurasia occidentale e del Mediterraneo. |

| V1636       | R-V1636 (R1b1a2) raro, bma è stato trovato in Cina |
|             | R-V1636 (R1b1a2) raro, bma è stato trovato in Cina |
| P297/PF6398 | \| M73 \| Sottocladi di R-M73 (R1b1a1a) sono rari in generale, con la maggior parte dei casi osservati nel Caucaso, Siberia, Asia centrale e Mongolia. \| \| \| Sottocladi di R-M73 (R1b1a1a) sono rari in generale, con la maggior parte dei casi osservati nel Caucaso, Siberia, Asia centrale e Mongolia. \| \| M269/PF6517 \| In precedenza R1b1a1a2) sono ormai estremamente comuni in tutta l'Europa occidentale, ma si trovano anche a livelli più bassi in molte altre parti dell'Eurasia occidentale e del Mediterraneo. \| \| \| In precedenza R1b1a1a2) sono ormai estremamente comuni in tutta l'Europa occidentale, ma si trovano anche a livelli più bassi in molte altre parti dell'Eurasia occidentale e del Mediterraneo. \| |
|             | \| M73 \| Sottocladi di R-M73 (R1b1a1a) sono rari in generale, con la maggior parte dei casi osservati nel Caucaso, Siberia, Asia centrale e Mongolia. \| \| \| Sottocladi di R-M73 (R1b1a1a) sono rari in generale, con la maggior parte dei casi osservati nel Caucaso, Siberia, Asia centrale e Mongolia. \| \| M269/PF6517 \| In precedenza R1b1a1a2) sono ormai estremamente comuni in tutta l'Europa occidentale, ma si trovano anche a livelli più bassi in molte altre parti dell'Eurasia occidentale e del Mediterraneo. \| \| \| In precedenza R1b1a1a2) sono ormai estremamente comuni in tutta l'Europa occidentale, ma si trovano anche a livelli più bassi in molte altre parti dell'Eurasia occidentale e del Mediterraneo. \| |
| M73         | Sottocladi di R-M73 (R1b1a1a) sono rari in generale, con la maggior parte dei casi osservati nel Caucaso, Siberia, Asia centrale e Mongolia. |
|             | Sottocladi di R-M73 (R1b1a1a) sono rari in generale, con la maggior parte dei casi osservati nel Caucaso, Siberia, Asia centrale e Mongolia. |
| M269/PF6517 | In precedenza R1b1a1a2) sono ormai estremamente comuni in tutta l'Europa occidentale, ma si trovano anche a livelli più bassi in molte altre parti dell'Eurasia occidentale e del Mediterraneo. |
|             | In precedenza R1b1a1a2) sono ormai estremamente comuni in tutta l'Europa occidentale, ma si trovano anche a livelli più bassi in molte altre parti dell'Eurasia occidentale e del Mediterraneo. |

| M73         | Sottocladi di R-M73 (R1b1a1a) sono rari in generale, con la maggior parte dei casi osservati nel Caucaso, Siberia, Asia centrale e Mongolia.                                                    |
|             | Sottocladi di R-M73 (R1b1a1a) sono rari in generale, con la maggior parte dei casi osservati nel Caucaso, Siberia, Asia centrale e Mongolia.                                                    |
| M269/PF6517 | In precedenza R1b1a1a2) sono ormai estremamente comuni in tutta l'Europa occidentale, ma si trovano anche a livelli più bassi in molte altre parti dell'Eurasia occidentale e del Mediterraneo. |
|             | In precedenza R1b1a1a2) sono ormai estremamente comuni in tutta l'Europa occidentale, ma si trovano anche a livelli più bassi in molte altre parti dell'Eurasia occidentale e del Mediterraneo. |

| V1636       | R-V1636 (R1b1a2) raro, bma è stato trovato in Cina |
|             | R-V1636 (R1b1a2) raro, bma è stato trovato in Cina |
| P297/PF6398 | \| M73 \| Sottocladi di R-M73 (R1b1a1a) sono rari in generale, con la maggior parte dei casi osservati nel Caucaso, Siberia, Asia centrale e Mongolia. \| \| \| Sottocladi di R-M73 (R1b1a1a) sono rari in generale, con la maggior parte dei casi osservati nel Caucaso, Siberia, Asia centrale e Mongolia. \| \| M269/PF6517 \| In precedenza R1b1a1a2) sono ormai estremamente comuni in tutta l'Europa occidentale, ma si trovano anche a livelli più bassi in molte altre parti dell'Eurasia occidentale e del Mediterraneo. \| \| \| In precedenza R1b1a1a2) sono ormai estremamente comuni in tutta l'Europa occidentale, ma si trovano anche a livelli più bassi in molte altre parti dell'Eurasia occidentale e del Mediterraneo. \| |
|             | \| M73 \| Sottocladi di R-M73 (R1b1a1a) sono rari in generale, con la maggior parte dei casi osservati nel Caucaso, Siberia, Asia centrale e Mongolia. \| \| \| Sottocladi di R-M73 (R1b1a1a) sono rari in generale, con la maggior parte dei casi osservati nel Caucaso, Siberia, Asia centrale e Mongolia. \| \| M269/PF6517 \| In precedenza R1b1a1a2) sono ormai estremamente comuni in tutta l'Europa occidentale, ma si trovano anche a livelli più bassi in molte altre parti dell'Eurasia occidentale e del Mediterraneo. \| \| \| In precedenza R1b1a1a2) sono ormai estremamente comuni in tutta l'Europa occidentale, ma si trovano anche a livelli più bassi in molte altre parti dell'Eurasia occidentale e del Mediterraneo. \| |
| M73         | Sottocladi di R-M73 (R1b1a1a) sono rari in generale, con la maggior parte dei casi osservati nel Caucaso, Siberia, Asia centrale e Mongolia. |
|             | Sottocladi di R-M73 (R1b1a1a) sono rari in generale, con la maggior parte dei casi osservati nel Caucaso, Siberia, Asia centrale e Mongolia. |
| M269/PF6517 | In precedenza R1b1a1a2) sono ormai estremamente comuni in tutta l'Europa occidentale, ma si trovano anche a livelli più bassi in molte altre parti dell'Eurasia occidentale e del Mediterraneo. |
|             | In precedenza R1b1a1a2) sono ormai estremamente comuni in tutta l'Europa occidentale, ma si trovano anche a livelli più bassi in molte altre parti dell'Eurasia occidentale e del Mediterraneo. |

| M73         | Sottocladi di R-M73 (R1b1a1a) sono rari in generale, con la maggior parte dei casi osservati nel Caucaso, Siberia, Asia centrale e Mongolia.                                                    |
|             | Sottocladi di R-M73 (R1b1a1a) sono rari in generale, con la maggior parte dei casi osservati nel Caucaso, Siberia, Asia centrale e Mongolia.                                                    |
| M269/PF6517 | In precedenza R1b1a1a2) sono ormai estremamente comuni in tutta l'Europa occidentale, ma si trovano anche a livelli più bassi in molte altre parti dell'Eurasia occidentale e del Mediterraneo. |
|             | In precedenza R1b1a1a2) sono ormai estremamente comuni in tutta l'Europa occidentale, ma si trovano anche a livelli più bassi in molte altre parti dell'Eurasia occidentale e del Mediterraneo. |

| V1636       | R-V1636 (R1b1a2) raro, bma è stato trovato in Cina |
|             | R-V1636 (R1b1a2) raro, bma è stato trovato in Cina |
| P297/PF6398 | \| M73 \| Sottocladi di R-M73 (R1b1a1a) sono rari in generale, con la maggior parte dei casi osservati nel Caucaso, Siberia, Asia centrale e Mongolia. \| \| \| Sottocladi di R-M73 (R1b1a1a) sono rari in generale, con la maggior parte dei casi osservati nel Caucaso, Siberia, Asia centrale e Mongolia. \| \| M269/PF6517 \| In precedenza R1b1a1a2) sono ormai estremamente comuni in tutta l'Europa occidentale, ma si trovano anche a livelli più bassi in molte altre parti dell'Eurasia occidentale e del Mediterraneo. \| \| \| In precedenza R1b1a1a2) sono ormai estremamente comuni in tutta l'Europa occidentale, ma si trovano anche a livelli più bassi in molte altre parti dell'Eurasia occidentale e del Mediterraneo. \| |
|             | \| M73 \| Sottocladi di R-M73 (R1b1a1a) sono rari in generale, con la maggior parte dei casi osservati nel Caucaso, Siberia, Asia centrale e Mongolia. \| \| \| Sottocladi di R-M73 (R1b1a1a) sono rari in generale, con la maggior parte dei casi osservati nel Caucaso, Siberia, Asia centrale e Mongolia. \| \| M269/PF6517 \| In precedenza R1b1a1a2) sono ormai estremamente comuni in tutta l'Europa occidentale, ma si trovano anche a livelli più bassi in molte altre parti dell'Eurasia occidentale e del Mediterraneo. \| \| \| In precedenza R1b1a1a2) sono ormai estremamente comuni in tutta l'Europa occidentale, ma si trovano anche a livelli più bassi in molte altre parti dell'Eurasia occidentale e del Mediterraneo. \| |
| M73         | Sottocladi di R-M73 (R1b1a1a) sono rari in generale, con la maggior parte dei casi osservati nel Caucaso, Siberia, Asia centrale e Mongolia. |
|             | Sottocladi di R-M73 (R1b1a1a) sono rari in generale, con la maggior parte dei casi osservati nel Caucaso, Siberia, Asia centrale e Mongolia. |
| M269/PF6517 | In precedenza R1b1a1a2) sono ormai estremamente comuni in tutta l'Europa occidentale, ma si trovano anche a livelli più bassi in molte altre parti dell'Eurasia occidentale e del Mediterraneo. |
|             | In precedenza R1b1a1a2) sono ormai estremamente comuni in tutta l'Europa occidentale, ma si trovano anche a livelli più bassi in molte altre parti dell'Eurasia occidentale e del Mediterraneo. |

| M73         | Sottocladi di R-M73 (R1b1a1a) sono rari in generale, con la maggior parte dei casi osservati nel Caucaso, Siberia, Asia centrale e Mongolia.                                                    |
|             | Sottocladi di R-M73 (R1b1a1a) sono rari in generale, con la maggior parte dei casi osservati nel Caucaso, Siberia, Asia centrale e Mongolia.                                                    |
| M269/PF6517 | In precedenza R1b1a1a2) sono ormai estremamente comuni in tutta l'Europa occidentale, ma si trovano anche a livelli più bassi in molte altre parti dell'Eurasia occidentale e del Mediterraneo. |
|             | In precedenza R1b1a1a2) sono ormai estremamente comuni in tutta l'Europa occidentale, ma si trovano anche a livelli più bassi in molte altre parti dell'Eurasia occidentale e del Mediterraneo. |

| V1636       | R-V1636 (R1b1a2) raro, bma è stato trovato in Cina |
|             | R-V1636 (R1b1a2) raro, bma è stato trovato in Cina |
| P297/PF6398 | \| M73 \| Sottocladi di R-M73 (R1b1a1a) sono rari in generale, con la maggior parte dei casi osservati nel Caucaso, Siberia, Asia centrale e Mongolia. \| \| \| Sottocladi di R-M73 (R1b1a1a) sono rari in generale, con la maggior parte dei casi osservati nel Caucaso, Siberia, Asia centrale e Mongolia. \| \| M269/PF6517 \| In precedenza R1b1a1a2) sono ormai estremamente comuni in tutta l'Europa occidentale, ma si trovano anche a livelli più bassi in molte altre parti dell'Eurasia occidentale e del Mediterraneo. \| \| \| In precedenza R1b1a1a2) sono ormai estremamente comuni in tutta l'Europa occidentale, ma si trovano anche a livelli più bassi in molte altre parti dell'Eurasia occidentale e del Mediterraneo. \| |
|             | \| M73 \| Sottocladi di R-M73 (R1b1a1a) sono rari in generale, con la maggior parte dei casi osservati nel Caucaso, Siberia, Asia centrale e Mongolia. \| \| \| Sottocladi di R-M73 (R1b1a1a) sono rari in generale, con la maggior parte dei casi osservati nel Caucaso, Siberia, Asia centrale e Mongolia. \| \| M269/PF6517 \| In precedenza R1b1a1a2) sono ormai estremamente comuni in tutta l'Europa occidentale, ma si trovano anche a livelli più bassi in molte altre parti dell'Eurasia occidentale e del Mediterraneo. \| \| \| In precedenza R1b1a1a2) sono ormai estremamente comuni in tutta l'Europa occidentale, ma si trovano anche a livelli più bassi in molte altre parti dell'Eurasia occidentale e del Mediterraneo. \| |
| M73         | Sottocladi di R-M73 (R1b1a1a) sono rari in generale, con la maggior parte dei casi osservati nel Caucaso, Siberia, Asia centrale e Mongolia. |
|             | Sottocladi di R-M73 (R1b1a1a) sono rari in generale, con la maggior parte dei casi osservati nel Caucaso, Siberia, Asia centrale e Mongolia. |
| M269/PF6517 | In precedenza R1b1a1a2) sono ormai estremamente comuni in tutta l'Europa occidentale, ma si trovano anche a livelli più bassi in molte altre parti dell'Eurasia occidentale e del Mediterraneo. |
|             | In precedenza R1b1a1a2) sono ormai estremamente comuni in tutta l'Europa occidentale, ma si trovano anche a livelli più bassi in molte altre parti dell'Eurasia occidentale e del Mediterraneo. |

| M73         | Sottocladi di R-M73 (R1b1a1a) sono rari in generale, con la maggior parte dei casi osservati nel Caucaso, Siberia, Asia centrale e Mongolia.                                                    |
|             | Sottocladi di R-M73 (R1b1a1a) sono rari in generale, con la maggior parte dei casi osservati nel Caucaso, Siberia, Asia centrale e Mongolia.                                                    |
| M269/PF6517 | In precedenza R1b1a1a2) sono ormai estremamente comuni in tutta l'Europa occidentale, ma si trovano anche a livelli più bassi in molte altre parti dell'Eurasia occidentale e del Mediterraneo. |
|             | In precedenza R1b1a1a2) sono ormai estremamente comuni in tutta l'Europa occidentale, ma si trovano anche a livelli più bassi in molte altre parti dell'Eurasia occidentale e del Mediterraneo. |

| V1636       | R-V1636 (R1b1a2) raro, bma è stato trovato in Cina |
|             | R-V1636 (R1b1a2) raro, bma è stato trovato in Cina |
| P297/PF6398 | \| M73 \| Sottocladi di R-M73 (R1b1a1a) sono rari in generale, con la maggior parte dei casi osservati nel Caucaso, Siberia, Asia centrale e Mongolia. \| \| \| Sottocladi di R-M73 (R1b1a1a) sono rari in generale, con la maggior parte dei casi osservati nel Caucaso, Siberia, Asia centrale e Mongolia. \| \| M269/PF6517 \| In precedenza R1b1a1a2) sono ormai estremamente comuni in tutta l'Europa occidentale, ma si trovano anche a livelli più bassi in molte altre parti dell'Eurasia occidentale e del Mediterraneo. \| \| \| In precedenza R1b1a1a2) sono ormai estremamente comuni in tutta l'Europa occidentale, ma si trovano anche a livelli più bassi in molte altre parti dell'Eurasia occidentale e del Mediterraneo. \| |
|             | \| M73 \| Sottocladi di R-M73 (R1b1a1a) sono rari in generale, con la maggior parte dei casi osservati nel Caucaso, Siberia, Asia centrale e Mongolia. \| \| \| Sottocladi di R-M73 (R1b1a1a) sono rari in generale, con la maggior parte dei casi osservati nel Caucaso, Siberia, Asia centrale e Mongolia. \| \| M269/PF6517 \| In precedenza R1b1a1a2) sono ormai estremamente comuni in tutta l'Europa occidentale, ma si trovano anche a livelli più bassi in molte altre parti dell'Eurasia occidentale e del Mediterraneo. \| \| \| In precedenza R1b1a1a2) sono ormai estremamente comuni in tutta l'Europa occidentale, ma si trovano anche a livelli più bassi in molte altre parti dell'Eurasia occidentale e del Mediterraneo. \| |
| M73         | Sottocladi di R-M73 (R1b1a1a) sono rari in generale, con la maggior parte dei casi osservati nel Caucaso, Siberia, Asia centrale e Mongolia. |
|             | Sottocladi di R-M73 (R1b1a1a) sono rari in generale, con la maggior parte dei casi osservati nel Caucaso, Siberia, Asia centrale e Mongolia. |
| M269/PF6517 | In precedenza R1b1a1a2) sono ormai estremamente comuni in tutta l'Europa occidentale, ma si trovano anche a livelli più bassi in molte altre parti dell'Eurasia occidentale e del Mediterraneo. |
|             | In precedenza R1b1a1a2) sono ormai estremamente comuni in tutta l'Europa occidentale, ma si trovano anche a livelli più bassi in molte altre parti dell'Eurasia occidentale e del Mediterraneo. |

| M73         | Sottocladi di R-M73 (R1b1a1a) sono rari in generale, con la maggior parte dei casi osservati nel Caucaso, Siberia, Asia centrale e Mongolia.                                                    |
|             | Sottocladi di R-M73 (R1b1a1a) sono rari in generale, con la maggior parte dei casi osservati nel Caucaso, Siberia, Asia centrale e Mongolia.                                                    |
| M269/PF6517 | In precedenza R1b1a1a2) sono ormai estremamente comuni in tutta l'Europa occidentale, ma si trovano anche a livelli più bassi in molte altre parti dell'Eurasia occidentale e del Mediterraneo. |
|             | In precedenza R1b1a1a2) sono ormai estremamente comuni in tutta l'Europa occidentale, ma si trovano anche a livelli più bassi in molte altre parti dell'Eurasia occidentale e del Mediterraneo. |

| V1636       | R-V1636 (R1b1a2) raro, bma è stato trovato in Cina |
|             | R-V1636 (R1b1a2) raro, bma è stato trovato in Cina |
| P297/PF6398 | \| M73 \| Sottocladi di R-M73 (R1b1a1a) sono rari in generale, con la maggior parte dei casi osservati nel Caucaso, Siberia, Asia centrale e Mongolia. \| \| \| Sottocladi di R-M73 (R1b1a1a) sono rari in generale, con la maggior parte dei casi osservati nel Caucaso, Siberia, Asia centrale e Mongolia. \| \| M269/PF6517 \| In precedenza R1b1a1a2) sono ormai estremamente comuni in tutta l'Europa occidentale, ma si trovano anche a livelli più bassi in molte altre parti dell'Eurasia occidentale e del Mediterraneo. \| \| \| In precedenza R1b1a1a2) sono ormai estremamente comuni in tutta l'Europa occidentale, ma si trovano anche a livelli più bassi in molte altre parti dell'Eurasia occidentale e del Mediterraneo. \| |
|             | \| M73 \| Sottocladi di R-M73 (R1b1a1a) sono rari in generale, con la maggior parte dei casi osservati nel Caucaso, Siberia, Asia centrale e Mongolia. \| \| \| Sottocladi di R-M73 (R1b1a1a) sono rari in generale, con la maggior parte dei casi osservati nel Caucaso, Siberia, Asia centrale e Mongolia. \| \| M269/PF6517 \| In precedenza R1b1a1a2) sono ormai estremamente comuni in tutta l'Europa occidentale, ma si trovano anche a livelli più bassi in molte altre parti dell'Eurasia occidentale e del Mediterraneo. \| \| \| In precedenza R1b1a1a2) sono ormai estremamente comuni in tutta l'Europa occidentale, ma si trovano anche a livelli più bassi in molte altre parti dell'Eurasia occidentale e del Mediterraneo. \| |
| M73         | Sottocladi di R-M73 (R1b1a1a) sono rari in generale, con la maggior parte dei casi osservati nel Caucaso, Siberia, Asia centrale e Mongolia. |
|             | Sottocladi di R-M73 (R1b1a1a) sono rari in generale, con la maggior parte dei casi osservati nel Caucaso, Siberia, Asia centrale e Mongolia. |
| M269/PF6517 | In precedenza R1b1a1a2) sono ormai estremamente comuni in tutta l'Europa occidentale, ma si trovano anche a livelli più bassi in molte altre parti dell'Eurasia occidentale e del Mediterraneo. |
|             | In precedenza R1b1a1a2) sono ormai estremamente comuni in tutta l'Europa occidentale, ma si trovano anche a livelli più bassi in molte altre parti dell'Eurasia occidentale e del Mediterraneo. |

| M73         | Sottocladi di R-M73 (R1b1a1a) sono rari in generale, con la maggior parte dei casi osservati nel Caucaso, Siberia, Asia centrale e Mongolia.                                                    |
|             | Sottocladi di R-M73 (R1b1a1a) sono rari in generale, con la maggior parte dei casi osservati nel Caucaso, Siberia, Asia centrale e Mongolia.                                                    |
| M269/PF6517 | In precedenza R1b1a1a2) sono ormai estremamente comuni in tutta l'Europa occidentale, ma si trovano anche a livelli più bassi in molte altre parti dell'Eurasia occidentale e del Mediterraneo. |
|             | In precedenza R1b1a1a2) sono ormai estremamente comuni in tutta l'Europa occidentale, ma si trovano anche a livelli più bassi in molte altre parti dell'Eurasia occidentale e del Mediterraneo. |

| V1636       | R-V1636 (R1b1a2) raro, bma è stato trovato in Cina |
|             | R-V1636 (R1b1a2) raro, bma è stato trovato in Cina |
| P297/PF6398 | \| M73 \| Sottocladi di R-M73 (R1b1a1a) sono rari in generale, con la maggior parte dei casi osservati nel Caucaso, Siberia, Asia centrale e Mongolia. \| \| \| Sottocladi di R-M73 (R1b1a1a) sono rari in generale, con la maggior parte dei casi osservati nel Caucaso, Siberia, Asia centrale e Mongolia. \| \| M269/PF6517 \| In precedenza R1b1a1a2) sono ormai estremamente comuni in tutta l'Europa occidentale, ma si trovano anche a livelli più bassi in molte altre parti dell'Eurasia occidentale e del Mediterraneo. \| \| \| In precedenza R1b1a1a2) sono ormai estremamente comuni in tutta l'Europa occidentale, ma si trovano anche a livelli più bassi in molte altre parti dell'Eurasia occidentale e del Mediterraneo. \| |
|             | \| M73 \| Sottocladi di R-M73 (R1b1a1a) sono rari in generale, con la maggior parte dei casi osservati nel Caucaso, Siberia, Asia centrale e Mongolia. \| \| \| Sottocladi di R-M73 (R1b1a1a) sono rari in generale, con la maggior parte dei casi osservati nel Caucaso, Siberia, Asia centrale e Mongolia. \| \| M269/PF6517 \| In precedenza R1b1a1a2) sono ormai estremamente comuni in tutta l'Europa occidentale, ma si trovano anche a livelli più bassi in molte altre parti dell'Eurasia occidentale e del Mediterraneo. \| \| \| In precedenza R1b1a1a2) sono ormai estremamente comuni in tutta l'Europa occidentale, ma si trovano anche a livelli più bassi in molte altre parti dell'Eurasia occidentale e del Mediterraneo. \| |
| M73         | Sottocladi di R-M73 (R1b1a1a) sono rari in generale, con la maggior parte dei casi osservati nel Caucaso, Siberia, Asia centrale e Mongolia. |
|             | Sottocladi di R-M73 (R1b1a1a) sono rari in generale, con la maggior parte dei casi osservati nel Caucaso, Siberia, Asia centrale e Mongolia. |
| M269/PF6517 | In precedenza R1b1a1a2) sono ormai estremamente comuni in tutta l'Europa occidentale, ma si trovano anche a livelli più bassi in molte altre parti dell'Eurasia occidentale e del Mediterraneo. |
|             | In precedenza R1b1a1a2) sono ormai estremamente comuni in tutta l'Europa occidentale, ma si trovano anche a livelli più bassi in molte altre parti dell'Eurasia occidentale e del Mediterraneo. |

| M73         | Sottocladi di R-M73 (R1b1a1a) sono rari in generale, con la maggior parte dei casi osservati nel Caucaso, Siberia, Asia centrale e Mongolia.                                                    |
|             | Sottocladi di R-M73 (R1b1a1a) sono rari in generale, con la maggior parte dei casi osservati nel Caucaso, Siberia, Asia centrale e Mongolia.                                                    |
| M269/PF6517 | In precedenza R1b1a1a2) sono ormai estremamente comuni in tutta l'Europa occidentale, ma si trovano anche a livelli più bassi in molte altre parti dell'Eurasia occidentale e del Mediterraneo. |
|             | In precedenza R1b1a1a2) sono ormai estremamente comuni in tutta l'Europa occidentale, ma si trovano anche a livelli più bassi in molte altre parti dell'Eurasia occidentale e del Mediterraneo. |

| V1636       | R-V1636 (R1b1a2) raro, bma è stato trovato in Cina |
|             | R-V1636 (R1b1a2) raro, bma è stato trovato in Cina |
| P297/PF6398 | \| M73 \| Sottocladi di R-M73 (R1b1a1a) sono rari in generale, con la maggior parte dei casi osservati nel Caucaso, Siberia, Asia centrale e Mongolia. \| \| \| Sottocladi di R-M73 (R1b1a1a) sono rari in generale, con la maggior parte dei casi osservati nel Caucaso, Siberia, Asia centrale e Mongolia. \| \| M269/PF6517 \| In precedenza R1b1a1a2) sono ormai estremamente comuni in tutta l'Europa occidentale, ma si trovano anche a livelli più bassi in molte altre parti dell'Eurasia occidentale e del Mediterraneo. \| \| \| In precedenza R1b1a1a2) sono ormai estremamente comuni in tutta l'Europa occidentale, ma si trovano anche a livelli più bassi in molte altre parti dell'Eurasia occidentale e del Mediterraneo. \| |
|             | \| M73 \| Sottocladi di R-M73 (R1b1a1a) sono rari in generale, con la maggior parte dei casi osservati nel Caucaso, Siberia, Asia centrale e Mongolia. \| \| \| Sottocladi di R-M73 (R1b1a1a) sono rari in generale, con la maggior parte dei casi osservati nel Caucaso, Siberia, Asia centrale e Mongolia. \| \| M269/PF6517 \| In precedenza R1b1a1a2) sono ormai estremamente comuni in tutta l'Europa occidentale, ma si trovano anche a livelli più bassi in molte altre parti dell'Eurasia occidentale e del Mediterraneo. \| \| \| In precedenza R1b1a1a2) sono ormai estremamente comuni in tutta l'Europa occidentale, ma si trovano anche a livelli più bassi in molte altre parti dell'Eurasia occidentale e del Mediterraneo. \| |
| M73         | Sottocladi di R-M73 (R1b1a1a) sono rari in generale, con la maggior parte dei casi osservati nel Caucaso, Siberia, Asia centrale e Mongolia. |
|             | Sottocladi di R-M73 (R1b1a1a) sono rari in generale, con la maggior parte dei casi osservati nel Caucaso, Siberia, Asia centrale e Mongolia. |
| M269/PF6517 | In precedenza R1b1a1a2) sono ormai estremamente comuni in tutta l'Europa occidentale, ma si trovano anche a livelli più bassi in molte altre parti dell'Eurasia occidentale e del Mediterraneo. |
|             | In precedenza R1b1a1a2) sono ormai estremamente comuni in tutta l'Europa occidentale, ma si trovano anche a livelli più bassi in molte altre parti dell'Eurasia occidentale e del Mediterraneo. |

| M73         | Sottocladi di R-M73 (R1b1a1a) sono rari in generale, con la maggior parte dei casi osservati nel Caucaso, Siberia, Asia centrale e Mongolia.                                                    |
|             | Sottocladi di R-M73 (R1b1a1a) sono rari in generale, con la maggior parte dei casi osservati nel Caucaso, Siberia, Asia centrale e Mongolia.                                                    |
| M269/PF6517 | In precedenza R1b1a1a2) sono ormai estremamente comuni in tutta l'Europa occidentale, ma si trovano anche a livelli più bassi in molte altre parti dell'Eurasia occidentale e del Mediterraneo. |
|             | In precedenza R1b1a1a2) sono ormai estremamente comuni in tutta l'Europa occidentale, ma si trovano anche a livelli più bassi in molte altre parti dell'Eurasia occidentale e del Mediterraneo. |

| V1636       | R-V1636 (R1b1a2) raro, bma è stato trovato in Cina |
|             | R-V1636 (R1b1a2) raro, bma è stato trovato in Cina |
| P297/PF6398 | \| M73 \| Sottocladi di R-M73 (R1b1a1a) sono rari in generale, con la maggior parte dei casi osservati nel Caucaso, Siberia, Asia centrale e Mongolia. \| \| \| Sottocladi di R-M73 (R1b1a1a) sono rari in generale, con la maggior parte dei casi osservati nel Caucaso, Siberia, Asia centrale e Mongolia. \| \| M269/PF6517 \| In precedenza R1b1a1a2) sono ormai estremamente comuni in tutta l'Europa occidentale, ma si trovano anche a livelli più bassi in molte altre parti dell'Eurasia occidentale e del Mediterraneo. \| \| \| In precedenza R1b1a1a2) sono ormai estremamente comuni in tutta l'Europa occidentale, ma si trovano anche a livelli più bassi in molte altre parti dell'Eurasia occidentale e del Mediterraneo. \| |
|             | \| M73 \| Sottocladi di R-M73 (R1b1a1a) sono rari in generale, con la maggior parte dei casi osservati nel Caucaso, Siberia, Asia centrale e Mongolia. \| \| \| Sottocladi di R-M73 (R1b1a1a) sono rari in generale, con la maggior parte dei casi osservati nel Caucaso, Siberia, Asia centrale e Mongolia. \| \| M269/PF6517 \| In precedenza R1b1a1a2) sono ormai estremamente comuni in tutta l'Europa occidentale, ma si trovano anche a livelli più bassi in molte altre parti dell'Eurasia occidentale e del Mediterraneo. \| \| \| In precedenza R1b1a1a2) sono ormai estremamente comuni in tutta l'Europa occidentale, ma si trovano anche a livelli più bassi in molte altre parti dell'Eurasia occidentale e del Mediterraneo. \| |
| M73         | Sottocladi di R-M73 (R1b1a1a) sono rari in generale, con la maggior parte dei casi osservati nel Caucaso, Siberia, Asia centrale e Mongolia. |
|             | Sottocladi di R-M73 (R1b1a1a) sono rari in generale, con la maggior parte dei casi osservati nel Caucaso, Siberia, Asia centrale e Mongolia. |
| M269/PF6517 | In precedenza R1b1a1a2) sono ormai estremamente comuni in tutta l'Europa occidentale, ma si trovano anche a livelli più bassi in molte altre parti dell'Eurasia occidentale e del Mediterraneo. |
|             | In precedenza R1b1a1a2) sono ormai estremamente comuni in tutta l'Europa occidentale, ma si trovano anche a livelli più bassi in molte altre parti dell'Eurasia occidentale e del Mediterraneo. |

| M73         | Sottocladi di R-M73 (R1b1a1a) sono rari in generale, con la maggior parte dei casi osservati nel Caucaso, Siberia, Asia centrale e Mongolia.                                                    |
|             | Sottocladi di R-M73 (R1b1a1a) sono rari in generale, con la maggior parte dei casi osservati nel Caucaso, Siberia, Asia centrale e Mongolia.                                                    |
| M269/PF6517 | In precedenza R1b1a1a2) sono ormai estremamente comuni in tutta l'Europa occidentale, ma si trovano anche a livelli più bassi in molte altre parti dell'Eurasia occidentale e del Mediterraneo. |
|             | In precedenza R1b1a1a2) sono ormai estremamente comuni in tutta l'Europa occidentale, ma si trovano anche a livelli più bassi in molte altre parti dell'Eurasia occidentale e del Mediterraneo. |

| V1636       | R-V1636 (R1b1a2) raro, bma è stato trovato in Cina |
|             | R-V1636 (R1b1a2) raro, bma è stato trovato in Cina |
| P297/PF6398 | \| M73 \| Sottocladi di R-M73 (R1b1a1a) sono rari in generale, con la maggior parte dei casi osservati nel Caucaso, Siberia, Asia centrale e Mongolia. \| \| \| Sottocladi di R-M73 (R1b1a1a) sono rari in generale, con la maggior parte dei casi osservati nel Caucaso, Siberia, Asia centrale e Mongolia. \| \| M269/PF6517 \| In precedenza R1b1a1a2) sono ormai estremamente comuni in tutta l'Europa occidentale, ma si trovano anche a livelli più bassi in molte altre parti dell'Eurasia occidentale e del Mediterraneo. \| \| \| In precedenza R1b1a1a2) sono ormai estremamente comuni in tutta l'Europa occidentale, ma si trovano anche a livelli più bassi in molte altre parti dell'Eurasia occidentale e del Mediterraneo. \| |
|             | \| M73 \| Sottocladi di R-M73 (R1b1a1a) sono rari in generale, con la maggior parte dei casi osservati nel Caucaso, Siberia, Asia centrale e Mongolia. \| \| \| Sottocladi di R-M73 (R1b1a1a) sono rari in generale, con la maggior parte dei casi osservati nel Caucaso, Siberia, Asia centrale e Mongolia. \| \| M269/PF6517 \| In precedenza R1b1a1a2) sono ormai estremamente comuni in tutta l'Europa occidentale, ma si trovano anche a livelli più bassi in molte altre parti dell'Eurasia occidentale e del Mediterraneo. \| \| \| In precedenza R1b1a1a2) sono ormai estremamente comuni in tutta l'Europa occidentale, ma si trovano anche a livelli più bassi in molte altre parti dell'Eurasia occidentale e del Mediterraneo. \| |
| M73         | Sottocladi di R-M73 (R1b1a1a) sono rari in generale, con la maggior parte dei casi osservati nel Caucaso, Siberia, Asia centrale e Mongolia. |
|             | Sottocladi di R-M73 (R1b1a1a) sono rari in generale, con la maggior parte dei casi osservati nel Caucaso, Siberia, Asia centrale e Mongolia. |
| M269/PF6517 | In precedenza R1b1a1a2) sono ormai estremamente comuni in tutta l'Europa occidentale, ma si trovano anche a livelli più bassi in molte altre parti dell'Eurasia occidentale e del Mediterraneo. |
|             | In precedenza R1b1a1a2) sono ormai estremamente comuni in tutta l'Europa occidentale, ma si trovano anche a livelli più bassi in molte altre parti dell'Eurasia occidentale e del Mediterraneo. |

| M73         | Sottocladi di R-M73 (R1b1a1a) sono rari in generale, con la maggior parte dei casi osservati nel Caucaso, Siberia, Asia centrale e Mongolia.                                                    |
|             | Sottocladi di R-M73 (R1b1a1a) sono rari in generale, con la maggior parte dei casi osservati nel Caucaso, Siberia, Asia centrale e Mongolia.                                                    |
| M269/PF6517 | In precedenza R1b1a1a2) sono ormai estremamente comuni in tutta l'Europa occidentale, ma si trovano anche a livelli più bassi in molte altre parti dell'Eurasia occidentale e del Mediterraneo. |
|             | In precedenza R1b1a1a2) sono ormai estremamente comuni in tutta l'Europa occidentale, ma si trovano anche a livelli più bassi in molte altre parti dell'Eurasia occidentale e del Mediterraneo. |

Distribuzione dell'aplotipo R1b in Europa

Uno studio del 2016, confermato da un secondo studio del 2023, ha evidenziato come nei resti fossili di Villabruna 1, più noto come cacciatore della Val Rosna, e più in generale nel cluster di Villabruna, siano presenti tracce dell'aplogruppo R1b, attestando così la presenza di popolazioni caratterizzate da questo specifico aplogruppo in Europa occidentale, almeno 14 000 anni dal presente, rispetto a quanto si riteneva precedentemente, ovvero  5 000-4 000 anni dal presente, introdotte nel continente da popolazioni giunte in seguito a migrazioni avvenute durante l'età del Bronzo, e provenienti dalle steppe dell'Europa orientale.
Durante questo periodo le varie subcladi dell'aplogruppo R si riscontrano principalmente nei popoli delle steppe di epoca eneolitica delle attuali Russia e Ucraina, in primis la popolazione della cultura di Jamna, e con percentuali minori nel resto dell'Europa. Secondo l'ipotesi kurganica, accettata dalla maggioranza degli studiosi, l'espansione della subclade R1b in europa occidentale è correlata con la diffusione delle lingue indoeuropee, a seguito quindi di una migrazione di massa in direzione est-ovest.
La distribuzione della variazione STR di R1b in Europa diminuisce da est a ovest, suggerendo un ingresso in Europa dall'Asia occidentale con la diffusione dell'agricoltura in prima istanza, e alla migrazione di genti proto-indoeuropee successivamente. R1b viene spesso citato come esempio di una distribuzione a onda dell'aplogruppo, in questo caso, da est a ovest.. La proposta di un'origine a sud-est di R1b origina con la scoperta dei primi subcladi di R1b localizzati in Asia occidentale e il più recente in Europa occidentale. Tuttavia non vi è accordo sulle datazioni della migrazione o migrazioni responsabili di questa distribuzione, non si escludono migrazioni prima o dopo il Neolitico.
In Europa occidentale si ritrova la principale variante, appartenente a R1b, R1b1a2 (R-M269), e in alcune regioni dell'Africa subsahariana e dell'Africa centrale prevale la variante R1b1c (R-V88); queste due rappresentano le principali varianti note.
Nel sud-est europeo (Italia meridionale e Sicilia incluse) e in Turchia è abbastanza diffuso l'aplotipo 35 o ht35, che identifica l'aplogruppo R1b1a2a (L23, negativo allo SNP L51), mentre nell'Europa occidentale (tra cui l'Italia settentrionale) risulta molto frequente l'aplotipo 15 o ht15, corrispondente alla clade R1b1a2a1a (L11). In Italia settentrionale e in particolare in Toscana, è maggiormente diffusa la subclade U152, di origine celtica, etrusca  e latina, derivata da L11.

### Annotazioni
1. ↑  Aplogruppo R1b1 definitito dal SNP L754
2. ↑  Aplogruppo R1b2 definitito dal SNP PH155
3. ↑  Le sigle utilizzate per identificare le mutazioni nell'analisi dei polimorfismi a singolo nucleotide (SNP), spesso sono utilizzate come alias delle sigle degli aplogruppi: vedi Albero filogenetico

### Riferimenti
1. 1 2  (RU) A. S. Lobov et al. (2009), Structure of the Gene Pool of Bashkir Subpopulaetions (PDF). URL consultato il 15 maggio 2025 (archiviato dall'url originale il 16 agosto 2011).
2. 1 2 3  Myres, Natalie (2010), "A major Y-chromosome haplogroup R1b Holocene effect in Central and Western Europe", European Journal of Human Genetics, doi:10.1038/ejhg.2010.146
3. ↑  (EN) Tatiana M Karafet, Fernando L Mendez, Monica B Meilerman, Peter A Underhill, Stephen L Zegura e Michael F Hammer, New binary polymorphisms reshape and increase resolution of the human Y chromosomal haplogroup tree, in Genome Research, vol. 18, n. 5, 2008,  pp. 830–838, DOI:10.1101/gr.7172008. URL consultato il 15 maggio 2025.
4. ↑  The genetic history of Ice Age Europe
5. ↑  Palaeogenomics of Upper Palaeolithic to Neolithic European hunter-gatherers
6. ↑  B. Arredi, E. S. Poloni and C. Tyler-Smith (2007). "The peopling of Europe". In Crawford, Michael H.. Anthropological genetics: theory, methods and applications. Cambridge, UK: Cambridge University Press. p. 394. ISBN 0-521-54697-4.
7. ↑  Chiaroni, J; Underhill, P; Cavalli-Sforza, L.L. (2009), "Y chromosome diversity, human expansion, drift and cultural evolution", PNAS 106 (48): 20174:20179
8. ↑  Balaresque et al.; Teteliutina, FK; Serebrennikova, GK; Starostin, SV; Churshin, AD; Rosser, Zoë H.; Goodwin, Jane; Moisan, Jean-Paul et al. (2010). "A Predominantly Neolithic Origin for European Paternal Lineages". PLoS Biol. 8 (1): 119–22. doi:10.1371/journal.pbio.1000285. PMC 2799514. PMID 20087410.
9. ↑  Cruciani et al. (2010), "Strong intra- and inter-continental differentiation revealed by Y chromosome SNPs M269, U106 and U152", Forensic Science International: Genetics, doi:10.1016/j.fsigen.2010.07.006
10. ↑  Cinnioğlu, C; King, R; Kivisild, T; Kalfoğlu, E; Atasoy, S; Cavalleri, GL; Lillie, AS; Roseman, CC et al. (2004). "Excavating Y-chromosome haplotype strata in Anatolia.". Human genetics 114 (2): 127–48. doi:10.1007/s00439-003-1031-4. PMID 14586639.
11. ↑  (EN) Alessio Boattini et al., Uniparental Markers in Italy Reveal a Sex-Biased Genetic Structure and Different Historical Strata, in Plos One, 2013. URL consultato il 24 aprile 2023.